# 70e groupe de reconnaissance de division d'infanterie
Le 70e groupe de reconnaissance de division d'infanterie (70e GRDI) est une unité de l'armée française créée en 1939 et rattachée à la 51e division d'infanterie. 
Elle a participé à la bataille de France lors de la Seconde Guerre mondiale. 

## Historique
Il est créé le 2 septembre 1939 par le centre mobilisateur de cavalerie no 1 de Saint-Omer. Il est rattaché à la 51e division d'infanterie. 
Au moment de l'offensive allemande, il stationne dans la Meuse. Les éléments motorisés entrent immédiatement en Belgique en liaison avec le 25e GRCA (Groupe de Reconnaissance de Corps d'Armée). Ils combattent l'ennemi à Halang-sur-Musson, Battincourt et Rachecourt du 10 au 15 mai 1940. Pendant ce temps, les éléments à cheval défendent les bois de Longwy en mai 1940. Ils défendent ensuite Eton le 14 juin avant de se replier.
L'unité protège le repli du reste de la division en combattant à Hanonville-sous-les-Côtes et Vigneulles sur Toul. Le groupe combat ensuite avec un groupement de GRDI (Groupe de Reconnaissance de Division d'Infanterie) et GRCA à Colombey-les-Belles. Son dernier combat a lieu au Bois Juré le 21 juin pour défendre le poste de commandement de la division. Il cesse le feu le lendemain sur ordre. 

## Ordre de bataille
- Commandement : Chef d’Escadrons Viennet[1]
- Adjoint : inconnu[1]
- Escadron Hors Rang : inconnu[1]
- Escadron Hippomobile : Capitaine de Clermont-Tonnerre[1]
- Escadron Motorisé : Capitaine Delquignies[1]
- Escadron Mitrailleuses et Canons de 25 : inconnu[1]

## Personnalités ayant servi au70eGRDI
- Roland Farjon (1910-1945), résistant